# Rock (Cornouailles)
Pour les articles homonymes, voir Rock (homonymie).
Rock est un village des Cornouailles, en Angleterre. Le village fait partie de la paroisse civile de St Minver.